# Adler Favorit
Der Adler Favorit ist ein Pkw-Modell mit Vierzylindermotor, das die Adlerwerke im November 1928 herausbrachten und ab 1934 mit erneuerten Modellen fortführten. Zu dem Basismodell sind zahlreiche Karosserieversionen und Abwandlungen bekannt.

## Beschreibung
Die Basis von Chassis und Motor des Adler Favorit folgten ab November 1928 dem gleichen Muster wie beim ein Jahr früher erschienenen Sechszylinder-Modell Standard 6A. Der Wagen mit Hinterradantrieb, der nach den deutschen Steuer-PS auch als Adler 8/35 PS (Modelle 8J, 2S und 2A) bezeichnet wurde, hatte allerdings nur einen Vierzylindermotor. Dieses erste Modell wurde bis 1933 13.959-mal verkauft. Vom wesentlich verbesserten Nachfolgemodell 2U mit Tiefbettkastenrahmen, Einzelradaufhängung vorne und Vierganggetriebe wurden bis 1934 nur 274 Fahrzeuge gebaut.
Als Nachfolger in der Klasse der 2-Liter-Vierzylinder kann der 1938 erschienene Adler 2 Liter angesehen werden. Das kleinere Vierzylinder-Modell Adler Trumpf war ab 1932 verfügbar.

## Aufbauten
- 2-türiges Cabrio
- 2-türiger Roadster
- 2-türiger Kastenwagen
- 4-türige Limousine
- 4-türige Cabrio-Limousine (mit Rolldach)
- 4-türiges Cabrio
- 4-sitziger Tourer (offen)
- 4-sitziger Reichswehr-Kübelwagen
- 5-türiger Kombi (Limousine mit Hecktür)
- 6-sitzige Limousine mit Trennscheibe
- 6-sitziges Landaulet (mit Cabrioverdeck über den Hecksitzen)
- 6-sitziges Taxi (geschlossen mit Trennscheibe)
- 6-sitziges Taxi-Landaulet

Zusätzlich existierten verschiedene individuelle Sonderbauten, das Chassis war außerdem ohne Aufbau lieferbar.

## Varianten
Als Hauptvarianten des Fahrzeuge sind in der Reihenfolge der Bauzeiten: 
- 1928–1933 Favorit 8J, 2S, 2A
- 1933–1934 Favorit 2U

## Technische Daten
| Typ                   | Favorit 8J, 2S, 2A                         | Favorit 2U                                 |
| --------------------- | ------------------------------------------ | ------------------------------------------ |
| Bauzeitraum           | 1928–1933                                  | 1933–1934                                  |
| Motor                 | 4-Zylinder-Reihenmotor, 4-Takt-Ottoprinzip | 4-Zylinder-Reihenmotor, 4-Takt-Ottoprinzip |
| Ventile               | stehend (sv)                               | stehend (sv)                               |
| Bohrung × Hub         | 75 mm × 110 mm                             | 75 mm × 110 mm                             |
| Hubraum               | 1943 cm³                                   | 1943 cm³                                   |
| Nennleistung          | 35 PS (25,7 kW)                            | 40 PS (29,4 kW)                            |
| Verbrauch             | 13 l/100 km                                | 13 l/100 km                                |
| Höchstgeschwindigkeit | 80 km/h                                    | 90 km/h                                    |
| Leergewicht           | 1260–1340 kg                               | 1360 kg                                    |
| Zul. Gesamtgewicht    | 1660–1740 kg                               | 1760 kg                                    |
| Bordspannung          | 6 Volt                                     | 6 Volt                                     |
| Länge                 | 4270 mm                                    | 4750 mm                                    |
| Breite                | 1650 mm                                    | 1740 mm                                    |
| Höhe                  | 1800 mm                                    | 1650 mm                                    |
| Radstand              | 2840 mm                                    | 3200 mm                                    |
| Spur vorne/hinten     | 1350 mm/1350 mm                            | 1420 mm/1420 mm                            |
| Wendekreis            | 11–11,4 m                                  | 12,0 m                                     |